# Iwan Jordanow (Radsportler)
Iwan Jordanow (bulgarisch Иван Йорданов; * 19. Juni 1947) ist ein ehemaliger bulgarischer Radrennfahrer.

## Sportliche Laufbahn
1968 (ausgeschieden), 1969 (35. Platz), 1970 (64. Platz), 1971 (34. Platz) und 1972 (26. Platz) fuhr er die Internationale Friedensfahrt. Er startete mit der bulgarischen Nationalmannschaft auch im Grand Prix Guillaume Tell 1977 und in der DDR-Rundfahrt.